# Философия имени (Лосев)
Философия имени — одно из ранних произведений А. Ф. Лосева, написанное в 1923 году и опубликованное 1927 году. Выражает период интереса к имяславию, феноменологии и платонизму. Работа с аналогичным названием в то же время была написана другим русским философом С. Булгаковым, хотя опубликована была позже.

## Содержание
Лосев принимает платоновское противопоставление материи и идеи (эйдоса) в вещи. Идею он отождествляет со смыслом и сущностью («сущность есть эйдос»), а также называет её «ноэмой» (мыслью). Материю как «принцип неустойчивости и иррациональной текучести» он именует «меоном» (ничто, не-сущим). Соответственно, вещь оказывается тождественной факту («меонизированному смыслу») и символу как неким «выражениям» или «энергиям». Состояние потери смысла Лосев именует «меонизацией». Обратный процесс представляет собой творчество (эйдетизация, осмысление) разных видов: искусство, музыка, научное и «жизненное творчество» (в религии, политике и образовании). В этом контексте рассматривает Лосев категорию имени, замечая, что оно не тождественно звуку («фонеме» или «физической энергеме»), но представляет собой смысл обращенный в иное. Благодаря именам возможно человеческое общение как преодоление индивидуальной замкнутости и обретение соборного бытия. В этой же работе Лосев обращается к понятию мифа, понимая под ним не вымысел, но «конкретнейшее и реальнейшее явление сущего».

## Исследования
- Чупахина Н. А. Диалектика имени А. Ф. Лосева в контексте русской религиозной лингвофилософии, — СПб., 2007. — автореферат канд. дисс. по специальности 09.00.03 — история философии.

## Издания
- Лосев А. Ф. Философия имени // Лосев А. Ф. Из ранних произведений. — М., Изд-во МГУ, 1990.
- Лосев А. Ф. Философия имени /Бытие. Имя. Космос. — М., 1994
- Лосев А. Ф. Философия имени / Самое само: Сочинения. — М.: ЭКСМО-Пресс, 1999.
- Алексей Лосев. Философия имени. — Академический проект. 2009. — 300 с.